# Конференция долины Огайо
Конфере́нция доли́ны Ога́йо (англ. Ohio Valley Conference) — конференция в первом дивизионе студенческого спорта США, основанная в 1948 году. Штаб-квартира конференции находится в Брентвуде, штат Теннесси. Участники конференции соревнуются в первом дивизионе NCAA, а команды по американскому футболу в Football Championship Subdivision (FCS), ранее известном как Division I-AA. В настоящее время в состав конференции входит 12 университетов, расположенных на Среднем Западе и Юге США.

## Члены конференции

### Действующие члены
| Университет                                        | Место положения        | Дата основания | Дата вступления | Тип             | Студентов | Прозвище    |
| -------------------------------------------------- | ---------------------- | -------------- | --------------- | --------------- | --------- | ----------- |
| Университет Восточного Кентукки                    | Ричмонд (Кентукки)     | 1906           | 1948            | Государственный | 16 959    | Кенелс      |
| Морхедский государственный университет             | Морхэд (Кентукки)      | 1887           | 1948            | Государственный | 10 748    | Иглз        |
| Мюррейский государственный университет             | Мюррей (Кентукки)      | 1922           | 1948            | Государственный | 10 495    | Рейсерс     |
| Теннессийский технологический университет          | Куквилл (Теннесси)     | 1912           | 1949            | Государственный | 10 492    | Голден Иглз |
| Университет Остина Пи                              | Кларксвилл (Теннесси)  | 1927           | 1962            | Государственный | 10 344    | Гавернорс   |
| Университет штата Теннесси                         | Нашвилл (Теннесси)     | 1912           | 1986            | Государственный | 8775      | Тайгерс     |
| Государственный университет Юго-восточного Миссури | Кейп-Жирардо (Миссури) | 1873           | 1991            | Государственный | 11 978    | Редхокс     |
| Университет штата Теннесси в Мартине               | Мартин (Теннесси)      | 1927           | 1992            | Государственный | 6705      | Скайхокс    |
| Университет Восточного Иллинойса                   | Чарльстон (Иллинойс)   | 1895           | 1996            | Государственный | 7526      | Пантерс     |
| Джексонвиллский государственный университет        | Джексонвилл (Алабама)  | 1883           | 2003            | Государственный | 8514      | Геймкокс    |
| Университет Южного Иллинойса в Эдуардсвилле        | Эдуардсвилл (Иллинойс) | 1957           | 2008            | Государственный | 14 142    | Кугарс      |
| Университет Белмонт                                | Нашвилл (Теннесси)     | 1890           | 2012            | Частный         | 8080      | Брюинз      |